# Nikolái Ogariov
Nikolái Platónovich Ogariov (San Petersburgo, 6 de diciembre de 1813-Greenwich, 12 de junio de 1877) fue un escritor y periodista ruso.

## Biografía
Estrecho colaborador de Aleksandr Herzen, con quien fundó en Londres, en 1857, el periódico antigubernamental La Campana. Nacido en una familia de acaudalados terratenientes, cursó estudios en la Universidad de Moscú, donde conoció y entabló estrecha amistad con su lejano pariente Aleksandr Herzen. Allí desarrolló una notable labor política, uniéndose a grupos de socialistas utópicos, lo que produjo su arresto y destierro a la provincia de Penza, en su finca. En 1856 abandonó Rusia para siempre, viviendo largos años en Londres y en Ginebra, dedicado a la organización de la Editorial rusa libre (Free Russian Press) y la publicación del periódico semanal La Campana (Kólokol) y el periódico El Veche General. 

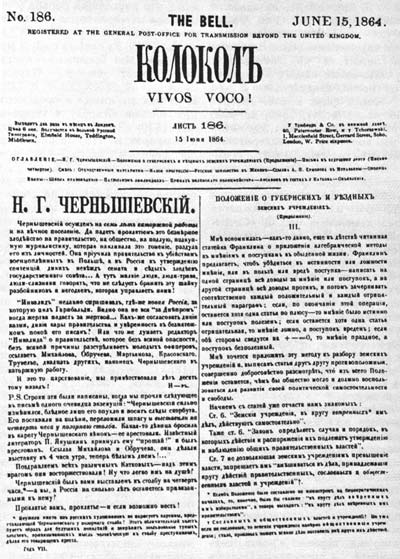
La Campana, N.º 186, junio 1864.

Su obra poética tiene en su primer periodo un marcado tono romántico, con predominio de los temas de la libertad del individuo y del pueblo, la protesta social, la rebeldía, la soledad, la duda y la desesperanza hamletianas como en Canción (1839), La noche, 1839), A la muerte del poeta (1837), dedicada a la muerte de Pushkin, etcétera. El recuerdo de los decembristas rusos le inspiró A la memoria de Ryléyev, 1859, Os vi llegar de las regiones más remotas, 1838, La sinfonía heroica de Beethoven, 1874 etcétera. Entre los años cuarenta y cincuenta escribió varias novelas en verso: La aldea, 1847; El señor, Camino de invierno, de 1856, en que describe la vida de la nobleza rural y el campesinado bajo la ley de la servidumbre. A su periodo londinense corresponden los poemas Sueños, de 1857; La noche, de 1857; La cárcel, de 1857, Matvéi Radáyev, de 1856, llenos de patético patriotismo. Uno de sus géneros preferidos era la epístola, dirigida a sus amigos y correligionarios como A mi amigo Herzen, A mis amigos, A Granovski, etcétera. Otro de sus géneros característicos es el poema lírico en forma de monólogo interior, de confesión abierta, como Monólogos, Meditación, Confesión de un hombre de más, entre otros.
Su creación en prosa se compone de unas memorias tituladas Mi confesión, Termas del Cáucaso y Memorias de un terrateniente ruso, claramente influidas por las memorias de su amigo Herzen, además de algunas novelas inacabadas como Sasha e Historia de una prostituta, que se pueden encuadrar dentro de la narrativa del naturalismo. Como crítico literario es autor de diversos ensayos consagrados a destacadas figuras de la literatura y cultura rusas, como el prólogo a la edición de las poesías de Ryléyev (Londres, 1860) y el artículo «Literatura rusa oculta del siglo XIX». Su obra completa abarca cuatro volúmenes. En 1966 sus restos fueron llevados a Rusia e inhumados en el Cementerio Novodévichi de Moscú.